# Les Évadés de la vallée interdite

Les Évadés de la vallée interdite est une histoire en bande dessinée de Keno Don Rosa. Elle met en scène Balthazar Picsou avec ses neveux Donald Duck, Riri, Fifi et Loulou. Elle se déroule principalement dans la forêt amazonienne.

## Synopsis
Picsou et ses neveux arrivent en hydravion dans un village amazonien pour retrouver un « trésor » : un marchand local a trouvé une tribu d'Amérindiens qui serait prête à commercer des noix de muscade avec lesquelles Picsou prépare son thé préféré.
Parti avec Donald en laissant Riri, Fifi et Loulou au village, il ne parvient pas à s'entretenir avec les Indiens Stickaree. Ceux-ci reconnaissent Donald qui avait jadis provoqué la destruction de leur village par les dinosaures de la Vallée interdite. Pour le punir, ils jettent le canard derrière la fortification fermant cette vallée, où il est immédiatement adopté par une femelle dinosaure.
Picsou et ses petits-neveux prennent l'hydravion pour sauver Donald.

## Fiche technique
- Histoire n°D 98346.
- Éditeur : Egmont.
- Titre de la première publication : Flugten fra Den Forbudte Dal (danois), Flukten fra Den Forbudte Dalen (norvégien), Flykten från Förbjudna Dalen (suédois).
- Titre en anglais : Escape from Forbidden Valley.
- Titre en français : Les Évadés de la vallée interdite.
- 24 planches.
- Auteur et dessinateur : Keno Don Rosa.
- Premières publications : Donald Duck & Co (Norvège), Anders And Co (Danemark) et Kalle Anka & Co (Suède), n°30 et 31, été 1999.
- Première publication aux États-Unis: Uncle Scrooge n° 347, novembre 2005.
- Première publication en France : Picsou Magazine n°339, juillet 2000.